# Campeonato Mundial de Luge de 1996
O Campeonato Mundial de Luge de 1996 foi a 29ª edição da competição e foi disputada entre os dias 3 e 4 de fevereiro em Altenberg, Alemanha. 

## Medalhistas
| Evento                                 | Ouro                                                                                                   | Prata                                                                                        | Bronze |
| Individual masculino detalhes          | AUT Markus Prock                                                                                       | GER Georg Hackl                                                                              | GER Jens Müller |
| Individual feminino detalhes           | GER Jana Bode                                                                                          | GER Susi Erdmann                                                                             | ITA Gerda Weissensteiner                                                                                                  |
| Duplas detalhes                        | AUT Áustria Tobias Schiegl Markus Schiegl                                                              | USA Estados Unidos Chris Thorpe Gordy Sheer                                                  | ITA Itália Gerhard Plankensteiner Oswald Haselrieder                                                                      |
| Revezamento misto por equipes detalhes | AUT Áustria Markus Prock Markus Schmidt Angelika Neuner Andrea Tagwerker Tobias Schiegl Markus Schiegl | GER Alemanha Georg Hackl Jens Müller Jana Bode Gabriele Kohlisch Stefan Krausse Jan Behrendt | ITA Itália Wilfried Huber Armin Zöggeler Natalie Obkircher Gerda Weissensteiner Gerhard Plankensteiner Oswald Haselrieder |

## Quadro de medalhas
| Ordem | País           |   |   |   |   |
| 1     | Áustria        | 3 |   |   | 3 |
| 2     | Alemanha       | 1 | 3 | 1 | 5 |
| 3     | Estados Unidos |   | 1 |   | 1 |
| 4     | Itália         |   |   | 3 | 3 |